# Giunta di Castiglia e León
La Giunta di Castiglia e León (in spagnolo: Junta de Castilla y León) è l'organo di governo e amministrativo della comunità autonoma spagnola di Castiglia e León che esercita la funzione esecutiva e il potere di regolamentazione. È composta dal Presidente della Giunta, dai Vicepresidenti e dai Consiglieri. Il ruolo della Giunta è quello di esercitare il governo e l'amministrazione della comunità.

## Presidente
Il Presidente della Giunta è la massima rappresentanza della comunità, dirige le azioni della Giunta e coordina i suoi membri. È eletto dalle Corti di Castiglia e León e può essere revocato qualora perdesse il sostegno di più della metà degli procuratori e ha la capacità di nominare e rimuovere i consiglieri. Il suo mandato è di quattro anni.

## Sede
La sede della Giunta è nel Collegio dell'Assunzione di Valladolid. L'edificio si trova di fronte alla Plaza de Castilla y León, nella città di Valladolid.